# Probstner Artúr
Újlublói és jakubjáni Probstner Artúr, teljes nevén Probstner Artúr Jenő Béla Ágost, névváltozata: Probstner Arthur (Budapest, 1886. szeptember 20. – Budapest, 1974. március 9.) szülész-nőgyógyász, egyetemi tanár, ezredorvos.

## Élete
Probstner Alfréd (1857–1951) pénzügyminiszteri tanácsos és zariecsi Zareczky Eugénia (Jenny) fiaként született szász eredetű evangélikus családban. Apai nagyapja Probstner Artúr (1829–1894) országgyűlési képviselő, a Felsőmagyarországi Bányapolgárság igazgatótanácsának elnöke, 1889-től a Kassa–Oderbergi Vasút igazgatóságának tagja.
A Budapesti Ágostai Hitvallású Evangélikus Főgimnáziumban érettségizett (1904). A Budapesti Tudományegyetemen 1909-ben avatták orvosdoktorrá. 1907 és 1909 között a budapesti Gyógyszertani Intézet díjtalan gyakornoka, 1909. december 1-től 2. tanársegédje, 1910-től a II. sz. Női Klinika díjtalan gyakornoka, 1912-től 1924-ig a Szent János Kórház Nőgyógyászati és Szülészeti Osztályának segéd-, illetve alorvosa, majd adjunktusa volt.
Az első világháború alatt mint ezredorvos teljesített szolgálatot. A Ferenc József-rend lovagkeresztjével, a Signum Laudisszal, a Koronás Arany Érdemkereszttel, a Károly-csapatkereszttel és a Vöröskereszt II. osztályú érmével tüntették ki. A leszerelés után Heidelbergben és Berlinben volt tanulmányúton. 
1923 és 1933 között a debreceni Tisza István Tudományegyetem Nőgyógyászati és Szülészeti Klinikájának adjunktusa volt. 1928-ban a nőgyógyászati diagnostika című tárgykörből a debreceni egyetem Orvostudományi Karán egyetemi magántanárrá habilitálták.
1933 augusztusától 1953-ig Budapesten a Szent Rókus Kórház Kun utcai fiókkórházának és Alföldi utcai szülészeti osztályának a főorvosa, s egy időben az akkor ugyancsak a kórházhoz tartozó Rádium és Röntgen Intézet (a későbbi Országos Onkológiai Intézet) nőgyógyász szaktanácsadója volt. 1936-ban Németországban, Belgiumban és Párizsban járt, a rádiumkezelési módokat tanulmányozta. 1939 októberében a szakirodalom művelése és az orvosképzés terén szerzett érdemei elismeréséül megkapta az egyetemi rendkívüli tanári címet.
1953-tól 1961-ig, nyugdíjazásáig a Csepeli Szülőotthon főorvosaként tevékenykedett, majd különböző rendelőintézetekben nőgyógyász felülvizsgáló főorvos volt.
1938 és 1948 között a Magyar Nőorvosok Lapját szerkesztette.
Főként a női rákmegbetegedések korai felismerésének módszereivel foglalkozott.
Halálát koszorúér-elzáródás okozta.
Az Új köztemetőben helyezték nyugalomra.

#### Családja
Első házastársa sebesi Gönczy Margit Ilona (1889–1919) volt, sebesi Gönczy Béla és Steinitzer Natália lánya, akit 1916. december 26-án Budapesten vett nőül. 1924. május 31-én Budapesten házasságot kötött Schwarz Annával. Feleségét Landerberger Pál örökbe fogadta, neve 1932-ben Landerbergerre változott. 1956-ban elváltak. Harmadik felesége, 1956-tól Kiss Terézia Erzsébet.
Lánya Probstner Ildikó.

## Főbb művei
- Sebészileg kezelt chronikus adnexumtumorok elsődleges és késői gyógyulási eredményei öt évi anyagunk kapcsán. (Orvosi Hetilap, 1922, 16.)
- A Widal-féle májfunctiós próba terheseknél. (Gyógyászat, 1923, 14.)
- A colloidlabilitási reactiók nőgyógyászatiértékéről. (Orvosi Hetilap, 1925, 49.)
- A terpentingyógyítás értéke a nőgyógyászatban. (Orvosi Hetilap, 1926, 52.)
- Szülészet. Orvostanhallgatók és orvosok részére. Debrecen, 1927
- A méhhátrahajlás sebészi gyógyításáról. (Orvosképzés, 1927, 4.)
- A méhkaparás javallatairól. (Budapesti Orvosi Újság, 1927, 51.)
- A petefészek hormonjairól. (Orvosi Hetilap, 1928, 49.)
- A női nemi részek gümőkórjának kórismézése. (Budapesti Orvosi Újság, 1929, 34.)
- Az agyfüggelék elülső lebenyének hatása a nemi részek működésére. (Orvosi Hetilap, 1929, 51.)
- A Zondek–Aschheim-féle terhességi reactióról. (Gyógyászat, 1930, 5.)
- A lepény belső elválasztó működése. (Orvosi Hetilap, 1930, 52.)
- A petefészekkivonatokkal való gyógyítás kísérleti alapja, javallatai és eredményei. (Orvosképzés, 1933, 2.)
- Rádium-gyógyítás a nőgyógyászatban. (Budapesti Orvosi Újság, 1936, 17.)
- Röntgendiagnostika a szülészet-nőgyógyászatban. (Gyógyászat, 1936, 22.)
- A vegetatív dystonia nőgyógyászati vonatkozásai. (Magyar Nőorvosok Lapja, 1956, 5.)